# معركة الزنتان
معركة الزنتان هي معركة دارت في بلدة الزنتان غرب ليبيا بين الثوار الليبيين وقوات الزعيم الليبي معمر القذافي كجزء من ثورة 17 فبراير خلال الفترة بين يومي 17 فبراير و14 مارس.
ان أكثر المعلومات الواردة في المقال مغلوطة وزائدة ونقص من الحقيقة الكثير

## المعركة

### خروج المظاهرات وتحرير المدينة (16 فبراير - 2 مارس)
بدأت المُظاهرات والاحتجاجات بالخروج في مدينة الزنتان الليبية منذ يوم 16 فبراير 2011، أي في اليوم التالي لمظاهرات في بنغازي، وقد اشتدت منذ اليوم الأول حيث نادو بإسقاط النظام وأحرق المتظاهرون «مقر اللجان الثورية» و«مركز الشرطة»، واللذان يعدان عاطلان عن العمل منذ عام 1993 عندما انتفض أهالي الزنتان على أعوان القذافي في المدينة. واستمرت الأحداث في المدينة بالاشتعال في اليوم التالي 18 فبراير، حيث وصلت إلى أقصاها وأحرق الثوار عدداً كبيراً من الأبنية الحكومية، ثم تمكنوا أخيراً من طرد الأمن وإطباق سيطرتهم تماماً على المدينة. ثم استمرت الحال هكذا خلال يوم 19 فبراير، والأيام التالية. وفي يوم 23 فبراير أصدرت قبائل المدينة بياناً هددت فيه بوقف تصدير النفط إلى الدول الأجنبية خلال 24 ساعة في حال استمر سفك الدماء في أنحاء البلاد، كما هددت أيضاً بالزحف نحو طرابلس العاصمة لدعم المتظاهرين هناك في حال لم تتوقف المذابح. لم تشهد المدينة بعد ذلك أي اشتباكات أو هجمات من طرف قوات الأمن لأكثر من أسبوع.

### بدأ حصار وقصف القذافي (3 - 19 مارس)
بالرغم من فترة الهدوء الطويلة هذه، ففي يوم 3 مارس بدأت قوات القذافي بالتجمع حول مدينة الزنتان استعداداً لشن هجوم عليها بهدف انتزاعها من الثوار. وقد جرت مناوشات في ذلك اليوم تمكن الثوار خلالها من أسر عدد من جنود القذافي. ثم تكررت هذه المناوشات في اليوم التالي - 4 مارس - مما تسبب بسقوط 5 قتلى فضلاً عن 14 مدنياً آخر اختطفوا، لكن مع ذلك فقد استطاع الثوار إبقاء المدينة تحت سيطرتهم خلال ذلك اليوم والأيام التالية - بالرغم من استمرار الحصار - حتى يوم 16 مارس، عندما بدأ الثوار في المدينة بالتحرك بدورهم لكسر ذلك الحصار.
ففي ظهر ذلك اليوم سار الثوار نحو «مخازن الزنتان» الواقعة جنوب المدينة بمسافة 40 كيلومتراً بهدف قطع الإمدادات والمساعدات التي ترسلها إلى كتائب القذافي، وقد اصطدموا قرب المخازن مع مجموعة من قوات القذافي في معركة عنيفة وتمكنوا من الاستيلاء على دبابتين تابعتين لها. وقد ردت قوات القذافي على هذا في اليوم التالي - 18 مارس - بقصف المدينة بالدبابات والمدفعية، واستمرت الأمور على هذه الحال في يوم 19 مارس أيضاً.

### معركة غابة الكشاف (20 - 23 مارس)
في يوم 20 مارس ازدادت الأحوال المعيشية في المدينة سوءاً فضلاً عن استمرار قصف اليومين الماضيين، وقد شهد ذلك اليوم مواجهات عنيفة في غابة الكشاف التي تقع شرق المدينة، واستطاع الثوار خلالها محاصرة قوات القذافي من ثلاث جهات.
في اليوم التالي 21 مارس استمر الحصار والقصف، بينما أخذ بعض السكان بالنزوح من المدينة تحت وطأة الأوضاع المعيشية السيئة فيها. في يوم 22 مارس استمر القصف وتركز في جنوب المدينة، وفي هذه الأثناء تمكن الثوار أخيراً من السيطرة على غابة الكشاف الواقعة شرق الزنتان بعد أن استمرت الاشتباكات فيها بينهم وبين كتائب القذافي لمدة يومين. لكن لم تتوقف الكتائب، بل نقلت جبهتها القتالية إلى المدخل الشمالي للمدينة حيث دخلت في صراع مع الثوار لدخولها من تلك الجهة، لكنها فشلت في ذلك. وقد أدى قصف ذلك اليوم بالمجمل إلى سقوط 10 قتلى وتدمير عدة مساجد، كما استمر نزوح السكان من المدينة.
استمر الحصار المفروض على الزنتان في يوم 23 مارس إلى جانب قصفها بالدبابات، إلا أن الثوار استطاعوا صد هجمات قوات القذافي ومنعها من عبور المدخل الشمالي للمدينة، كما ظلت غابة الكشاف تحت سيطرتهم واسطاعوا دفع الكتائب مسافة 35 كم شرقاً بعيداً عنها. لكن بالرغم من ذلك فقد قطعت خدمات الكهرباء والاتصالات تماماً عن المدينة في ذلك اليوم تحت وطأة القصف، فضلاً عن سقوط 6 مدنيين بنيرانه.

### فك الحصار ثم عودته (24 مارس - 10 أبريل)
في يوم 24 مارس تمكن الثوار من إجبار دبابات القذافي على التراجع بعد أن كانت تحاصر الزنتان منذ أكثر من أسبوعين مبتعدة عن المدينة ومُنهية الحصار الطويل، ولو أنها ظلت تحوم حول المنطقة مستعدة لشن هجوم جديد. وقد بلغ مجموع ما غنمه الثوار من هذه المعارك - التي أدت إلى فك الحصار - 3 دبابات ومدرعة وسيارتان مجهزتان بالسلاح فضلاً عن تدمير 5 دبابات أخرى وسيارة نقل وأسر 15 مرتزقاً تابعاً للقذافي. لكن بالرغم من هذا، فلاحقاً في يوم 28 مارس عادت الكتائب وحاصرت المدينة من الشمال والشرق وأخذت بقصفها قصفاً عنيفاً مجدداً، وخلال هذا الحصار عادت الكتائب لتدخل غابة الكشاف مجدداً، ولذا فقد عادت المعارك إليها وحاصر الثوار الغابة مرة أخرى. كما أصاب القصف مخازن سلاح الثوار في جنوب المدينة. استمر القصف على الزنتان في اليومين التاليين 29 و30 مارس كما حاولت الكتائب مجدداً دخولها من الشمال والشرق، وقد شهد يوم 31 مارس أيضاً غارات للتحالف الدولي على مخزن الأسلحة - الواقع جنوب المدينة بمسافة 40 كم - الذي يَمد قوات القذافي بالذخيرة.
استمر حصار المدينة بعد ذلك خلال الأيام التالية ومُنع دخول الغذاء إليها فضلاً عن قطع خدمات المياه والكهرباء، واستمرت أيضاً قوات القذافي بتكرار محاولاتها لدخول المدينة من ثلاث جهات مختلفة هي الشرق والغرب والشمال بالإضافة إلى قصفها لها مجدداً. في يوم 8 أبريل قصف الناتو مخزن السلاح الواقع جنوب الزنتان، كما استمر القصف المعتاد في يوم 9 أبريل وتركز في شمال المدينة، وظلت الحال نفسها في اليوم التالي - 10 أبريل -.